# Guido Petrungaro
Guido Petrungaro (Cosenza, 1880 ca. – ...) è stato un attore e regista italiano.

## Biografia
Nato a Cosenza attorno al 1880, Guido Petrungaro entra in arte nel 1898 come attore comico nella Compagnia napoletana "Petito". L'anno seguente si unisce alla Compagnia d'operette "Sarnella", con cui rimase anche l'anno susseguente. Nel biennio 1901-02 fu col medesimo ruolo nella Compagnia "Tomba". Nel 1903, sempre come attore comico e in più direttore artistico, entrò a far parte della Compagnia «Città di Foggia », con la quale rimase parecchi anni.
Per la sua esperienza nel teatro entrò nel nascente mondo del cinema muto italiano a Torino come attore in ruoli di caratterista: il "maestro d'arte" in Macchia indelebile (1913), il "fachiro Kicknaja" in Iwna, la perla del Gange (1914), e così via.
Già nel 1913 dà vita ad una propria società cinematografica, costituitasi ufficialmente nel 1914, e della quale è direttore generale e regista. La "Splendor Film" produrrà però solo due pellicole: un cortometraggio Il sottoprefetto (1913), e  un film Muoio per lei! (girato nel 1915, ma distribuito solo nel 1918).
Negli stessi anni anche il figlio Luigi Petrungaro partecipa a numerose pellicole come attore bambino. Ciò ha creato non poca confusione nelle fonti secondarie che spesso confondono padre e figlio. In particolare, l'attore bambino (sic!) "Guido Petrungaro" è spesso citato come il protagonista di La guerra ed il sogno di Momi (1917), primo film d'animazione italiano, che invece ebbe come protagonista la piccola Stellina Toschi, con la partecipazione di Luigi Petrungaro.

## Filmografia

### Attore
- Macchia indelebile, regia di Alberto Degli Abbati (1913)
- Iwna, la perla del Gange, regia di Giuseppe Pinto (1914)
- Chi non vede la luce (1914)
- La cicatrice stellata, regia di Giuseppe Pinto (1915)
- Il sogno di Don Chisciotte, regia di Amleto Palermi (1915)
- Il più forte, regia di Guido Di Nardo (1915)
- Altri tempi, regia di Giuseppe Pinto (1915)
- L'intrusa, regia di Gero Zambuto (1916)
- Muoio per lei!, regia di Guido Petrungaro (1918)
- La vendetta dello scemo, regia di Umberto Mucci (1921)

### Regista e produttore
- Il sottoprefetto, cortometraggio (1913)
- Muoio per lei! (1918)